# فتوحات مسلمانان در شبه قاره هند
فتوحات مسلمانان در شبه قاره هند عمدتاً از قرن ۱۳ تا ۱۷ اتفاق افتاد. فتوحات اولیه مسلمانان شامل تهاجمات به پاکستان امروزی و لشکرکشی‌های امویان در هند در قرن هشتم و مقاومت راجپوت‌ها در برابر آنها می‌شود.
محمود غزنوی که اولین سلطان بود و پیوند ایدئولوژیک با فرمانروایی خلافت عباسی را حفظ کرد، در طول قرن یازدهم از رودخانه سند شروع به حمله و غارت بخش‌های وسیعی از پنجاب و گجرات کرد.
پس از تسخیر لاهور و سقوط غزنویان، غوریان به فرمانروایی معزالدین محمد غوری و غیاث الدین غوری، اساس حکومت مسلمانان را در هند بنا نهاد. در سال ۱۲۰۶، بختیار خلجی فتح بنگال توسط مسلمانان را رهبری کرد که در آن زمان شرقی‌ترین گسترش اسلام را رقم زد. طولی نکشید که امپراتوری غوریان به سلطنت دهلی تبدیل شد که توسط قطب الدین ایبک، بنیانگذار سلطنت مملوک حکومت می‌شد. با تأسیس سلطنت دهلی، اسلام در اکثر نقاط شبه قاره هند گسترش یافت.
در قرن چهاردهم، سلسله خلجی، تحت فرمان علاءالدین خلجی، به‌طور موقت حکومت مسلمانان را به سمت جنوب تا گجرات، راجستان و دکن گسترش داد. در همین حال، سلسله تغلق به‌طور موقت دامنه قلمرو خود را به تامیل نادو گسترش داد. فروپاشی سلطان‌نشین دهلی منجر به ظهور چندین سلطان‌نشین و سلسله مسلمان در سراسر شبه قاره هند شد، مانند سلطان‌نشین گجرات، سلطان‌نشین ملوا، سلطان‌نشین خندهش، سلطان‌نشین بهمنی، سلطان‌نشین مادورای، و سلطان‌نشین ثروتمند و قدرتمند بنگال، که یکی از مهم‌ترین کشورهای تجاری در جهان بود. با این حال، برخی از اینها با تسخیر مجدد توسط هندوها و مقاومت از سوی قدرت‌ها و دولت‌های بومی، مانند کاما نایاکاس، ویجایاناگارا، گجاپاتیس، چروس و دولت‌های راجپوت دنبال شد.
امپراتوری سور که توسط شیرشاه سوری اداره می‌شد، قبل از ظهور کامل امپراتوری گورکانی یکی از سه امپراتوری باروت، که اکثریت نخبگان حاکم آسیای جنوبی را شامل می‌شد و توسط بابر تأسیس شد؛ سرزمین‌های بزرگی را در بخش‌های شمالی هند فتح کرد. اکبر به تدریج امپراتوری گورکانی را گسترش داد و بخش بزرگی از شبه قاره را دربر گرفت. در اواخر قرن هفدهم، زمانی که سلطنت امپراتور اورنگ زیب شاهد استقرار کامل شریعت اسلامی از طریق فتوای علمگیری بود، به اوج رسید.
مغول‌ها در اوایل قرن ۱۸، عمدتاً پس از شکست در جنگ‌های مغول-راجپوت و جنگ‌های مغول-ماراتا، دچار انحطاط بزرگی شدند. تهاجم حاکم افشاریه نادرشاه حمله ای غیرمنتظره بود که نشان دهنده ضعف امپراتوری مغول بود. این فرصت‌هایی را برای دولت‌های قدرتمند راجپوت، پادشاهی میسور، نواب‌های بنگال و مرشیدآباد، امپراتوری مراتا، امپراتوری سیک‌ها و نظام‌های حیدرآباد برای اعمال کنترل بر مناطق وسیعی از شبه قاره هند فراهم کرد. امپراتوری مراتا پس از مغول‌ها، نیروی غالب در شبه قاره بود.
پس از نبرد پلاسی، نبرد بکسر، و جنگ‌های طولانی آنگلو-میسور، شرکت بریتانیایی هند شرقی کنترل بسیاری از شبه قاره هند را به دست گرفت. تا پایان قرن هجدهم، قدرت‌های اروپایی به اعمال نفوذ سیاسی زیادی بر شبه قاره هند ادامه دادند و در پایان قرن نوزدهم، بیشتر شبه قاره هند تحت سلطه استعمار اروپا به ویژه راج بریتانیا قرار گرفت.